# Národní řád za zásluhy (Paraguay)
Národní řád za zásluhy (španělsky: Orden Nacional del Merito) je státní vyznamenání Paraguayské republiky založené roku 1865. Udílen je za vynikající služby státu. Hlavou řádu je úřadující prezident Paraguaye.

## Historie a pravidla udílení
Řád byl založen Národním kongresem Paraguaye 8. dubna 1865 a byl udílen občanům Paraguaye za služby vlasti. Status řádu byl poprvé revidován dne 23. června 1939. Podruhé došlo k revizi řádu zákonem č. 394 ze dne 7. září 1956.
Hlavou řádu je úřadující prezident republiky, který je sám držitelem řádu.

## Insignie
Řádový odznak má tvar zlaté bíle smaltované hvězdy s cípy zakončenými kuličkami. Mezi rameny jsou zlaté destičky sestávající ze třech proužků. Hvězda je položena na zeleně smaltovaný věnec skládající se z olivové a palmové větvičky. Uprostřed je kulatý zlatý medailon při obvodu se širokým modře smaltovaným kruhem. V případě odznaku řádového řetězu je v horní části pruhu nápis MARISCAL FRANCISCO SOLANO LOPEZ a ve spodní části HONOR ET GLORIA. Uprostřed medailonu je portrét bývalého paraguayského prezidenta Francisca Solana Lópeze. U ostatních tříd je uprostřed zlatého medailonu vyobrazena hlava lva a v modře smaltovaném kruhu je zlatý nápis HONOR ET GLORIA.
Ke stuze či řetězu je odznak připojen pomocí jednoduchého kroužku a přechodového prvku v podobě zeleně smaltovaného věnce. Zadní strana odznaku se od přední neliší kromě středového medailonu kde je uprostřed uveden rok 1865 a v modře smaltovaném kruhu je v horní části slovo PRAEMIVM a ve spodní části slovo MERITI.
Řádový řetěz se skládá ze 14 článků propojených dvojitým řetězem.
Řádová hvězda je pěticípá bez smaltu. Hvězda je položena na kruh tvořený různě dlouhými okvětními lístky, vždy po pěti lístcích mezi jednotlivými rameny hvězdy. Uprostřed je kruhový medailon s reliéfem hlavy lva. Okolo je kruh s nápisem HONOR ET GLORIA v horní části a PRAEMIVM MERTI ve spodní části. V případě třídy velkodůstojníka je hvězda stříbrná, u vyšších tříd pak pozlacená.
Stuha je červená uprostřed s třemi pruhy v barvách státní vlajky, tedy pruhem v modré, bílé a červené barvě. Pruhy jsou od červené stuhy po obou stranách odděleny úzkými proužky v bílé barvě.

## Třídy
Řád je udílen v sedmi třídách:
- řetěz
- velkokříž speciální třídy
- velkokříž – Řádový odznak se nosí na široké stuze spadající z pravého ramene na protilehlý bok. Řádová hvězda se nosí nalevo na hrudi.
- velkodůstojník – Řádový odznak se nosí na stuze kolem krku. Řádová hvězda se nosí nalevo na hrudi.
- komtur – Řádový odznak se nosí na stuze kolem krku. Řádová hvězda této třídě již nenáleží.
- důstojník – Řádový odznak se nosí zavěšený na stuze s rozetou nalevo na hrudi.
- rytíř – Řádový odznak se nosí zavěšený na stuze bez rozety nalevo na hrudi.